# Circe Maia
Dea Circe Maia Rodríguez (Montevideo, 29 de junio de 1932) es una escritora, poeta, profesora y traductora uruguaya. A lo largo de su trayectoria ha obtenido diversos galardones, como el Gran Premio Nacional a la Labor Intelectual, el Premio Internacional García Lorca o el Premio Bartolomé Hidalgo, que ha logrado en tres ocasiones.

## Biografía
Nació en Montevideo, Uruguay, en 1932. Sus padres eran María Magdalena Rodríguez y el escribano Julio Maia, ambos procedentes del norte de Uruguay. Fue su padre quien le publicó su primer libro de poesía, cuando Circe tenía 12 años (Plumitas, 1944). A sus 19 años sufrió la repentina muerte de su madre, que dejó una profunda huella en su primer libro de poesía madura, publicado cuando tenía 26 años (En el tiempo, 1958). 
Se casó con Ariel Ferreira, médico, en 1957, y en 1962 la pareja se mudó a Tacuarembó con sus dos primeras niñas. 
Cursó estudios de filosofía en el Instituto de Profesores Artigas (IPA) y siguió estudiando filosofía en la Facultad de Humanidades y Ciencias de la Educación de la Universidad de la República. Se dedicó al profesorado de filosofía en el liceo departamental y en el Instituto de Formación Docente de Tacuarembó. 
Participó en la fundación del Centro de Estudiantes del Instituto de Profesores Artigas (CEIPA) y fue socia activa del Partido Socialista del Uruguay.
Los años de la dictadura cívico-militar en Uruguay fueron duros para su familia. Un día de 1972, los militares irrumpieron a las 3 de la madrugada en su casa para arrestar a Circe y Ariel, pero a ella le permitieron quedarse porque su hija menor tenía apenas 4 días. Su marido estuvo dos años preso por formar parte del Movimiento de Liberación Nacional-Tupamaros. En 1973, Maia fue destituida de su cargo como profesora de educación secundaria por el gobierno militar, pero logró continuar dando clases particulares de idiomas y seguir con sus estudios. En 1983 perdió a su hijo de 18 años en un accidente de tránsito. Esta tragedia añadida a las dificultades de escribir bajo la dictadura la llevó hacia un descanso en su trabajo poético. Con el regreso de la democracia en 1985, fue reintegrada a su cargo como profesora de educación secundaria. Sus publicaciones comenzaron de nuevo con Destrucciones (1987), un pequeño libro escrito en prosa, y Un viaje a Salto (1987), relato en prosa sobre el encarcelamiento de su marido.
La publicación de Superficies (1990) marcó su regreso a la poesía y fue seguida por otros libros de poesía y sus traducciones al inglés, griego y otros idiomas. Para el público lector la publicación más importante fue la recopilación de sus nueve libros de poesía Circe Maia: obra poética (2007 y 2010), un libro de más de 400 páginas.
Enseñó filosofía en secundaria hasta su jubilación en 2001, pero continúa enseñando literatura inglesa en un instituto privado, prepara grupos de teatro en Tacuarembó, además de escribir y traducir.

## Poesía
En su primer libro adulto, En el tiempo (1958), Maia ya señalaba que la expresión adecuada de la poesía es «el lenguaje directo, sobrio, abierto, que no requiere cambio de tono en la conversación, pero que sea como una conversación con mayor calidez, mayor intensidad... La misión de este lenguaje es descubrir y no cubrir; descubrir los valores, los sentidos presentes en la existencia y no introducirnos en un mundo poético exclusivo y cerrado». A lo largo de toda su obra ha permanecido fiel a este arte poética. Los objetos, las personas, las muertes cercanas, la pintura y el tiempo son algunos de los temas elegidos para «descubrirse» y descubrir la trama humana. La propia experiencia se convierte en la posibilidad de auscultar lo humano y de establecer el diálogo con un tú siempre presente.
A lo largo de más de cincuenta años de trabajo poético se ha apartado de la literatura hermética que se vuelve monólogo. Como ella misma dice, ve «en la experiencia diaria, viva, una de las fuentes más auténticas de poesía». Su poesía se expresa a partir de la sensibilidad, sobre todo auditiva y visual.
Algunos de sus poemas han sido musicalizados por Daniel Viglietti, Jorge Lazaroff, Numa Moraes y Andrés Stagnaro, entre otros. Que su poesía estaba de acuerdo con el espíritu de la época se puede ver en el nombre del grupo del canto popular uruguayo Los que Iban Cantando, inspirado por un poema de En el tiempo (1958). Quizás el más significativo fue su poema Por detrás de mi voz que fue musicalizado por Daniel Viglietti en 1978 como Otra Voz Canta. Esta canción, que a veces se realiza en combinación con el poema Desaparecidos de Mario Benedetti, se convirtió en una denuncia de los regímenes militares latinoamericanos que cometieron desapariciones forzadas.

## Reconocimientos
En 2007, obtuvo el Premio Nacional de Poesía de Uruguay. En 2008, se convirtió en académica correspondiente de la Academia Nacional de Letras de Uruguay, tomando posesión oficial del cargo al año siguiente durante un acto celebrado en Tacuarembó y al que asistió el presidente de la Academia, Wilfredo Penco. En 2009, ganó el Premio Anual de Literatura Poesía, con su libro Obra Completa.
Ha ganado el Premio Bartolomé Hidalgo en tres ocasiones, siendo la primera de ella en 2010 en la categoría Trayectoria. En 2013, el Ministerio de Educación y Cultura de Uruguay concedió la Medalla Delmira Agustini a Maia junto a la actriz China Zorrilla, a la pianista Nibya Mariño y al antropólogo y escritor Daniel Vidart.
En 2015, le fue otorgado el Gran Premio Nacional a la Labor Intelectual que concedido por la Dirección Nacional de Cultura de Uruguay cada tres años. Ese mismo año, ganó el Premio Bartolomé Hidalgo por segunda vez, en esta ocasión en la categoría de poesía por su libro Dualidades. Dos años más tarde, en 2017, obtuvo ese galardón por tercera ocasión, durante la 40.ª Feria Internacional del Libro de Montevideo, en este caso como reconocimiento al mejor libro publicado entre 1978 y 2017 por la antología Obra poética.
En 2021, la Biblioteca Nacional de España dedicó a Circe su homenaje del Día de la Escritoras, en colaboración con la Federación Española de Mujeres Directivas, Ejecutivas, Profesionales y Empresarias (FEDEPE) y Clásicas y Modernas.
En 2023, su obra La pesadora de perlas ganó el Premio Burnichon al Libro Mejor Editado en Córdoba, siendo mención especial en esa edición Latir y revelar, de Gabriel Orge, El castillo de quienes buscan sentidos, de Anne-Marie Norgeu y Asunción del grillo, de Osvaldo Guevara. También en 2023, Maia fue reconocida con el XX Premio Internacional García Lorca, por “convertir la poesía en un método de conocimiento de la realidad, que se basa en la experiencia diaria con un lenguaje transparente y exacto”. Este galardón, dotado con 20.000 euros, reconoce la obra poética de autores vivos en español y en ediciones anteriores fueron premiados poetas como Raúl Zurita, Luis Alberto de Cuenca, Yolanda Pantin o Julia Uceda, entre otros.

## Libros
- Plumitas (1944)
- En el tiempo (1958)
- Presencia diaria (1964)
- El Puente (1970)
- Maia, Bacelo, Benavides; poesía (1972)
- Cambios, permanencias (1978)
- Dos voces (1981)
- Destrucciones (poesía en prosa, 1987)
- Un viaje a Salto (prosa, 1987)
- Superficies (1990)
- Círculo de luz, círculo de sombra (traducidos al sueco, 1996)
- De lo visible (1998)
- Medida por medida (traducción de Shakespeare, 1999)
- Breve sol (2001)
- Ayer un Eucalyptus (obra traducida al inglés, 2001)
- Un viaje a Salto, (traducción al inglés, 2004)
- Obra poética, (el conjunto de su obra poética, 2007)
- La casa de polvo sumeria: sobre lecturas y traducciones (2011)
- La pesadora de perlas (2013)
- Poemas: Robin Fulton (traducción de un poeta escocés, 2013)
- Dualidades (2014)
- Transparencias (Antología poética. Editorial Visor, España. 2018)
- Múltiples paseos a un lugar desconocido: antología poética (1958-2014) (Editorial Pre-Textos, España. 2018)
- Voces del agua (Rebeca Linke Editoras. 2020)[17]

## Premios
- 2007, Premio Nacional de Poesía de Uruguay.
- 2009, Premio Anual de Literatura Poesía, con su libro Obra Completa.
- 2009, Homenaje de la Academia Nacional de Letras.
- 2010, Premio Bartolomé Hidalgo a la trayectoria.
- 2013, Medalla Delmira Agustini.
- 2015, Premio Bartolomé Hidalgo de poesía por su libro Dualidades.
- 2015, El Gran Premio a la Labor Intelectual, MEC.
- 2023, XX Premio Internacional García Lorca, por “convertir la poesía en un método de conocimiento de la realidad, que se basa en la experiencia diaria con un lenguaje transparente y exacto”

## Discografía
- Circe Maia por ella misma (Sonopoemas, SP 704)
- 1996, Imagen final y otros textos (Ayuí / Tacuabé A/E164k)
- 2008, Imagen final y otros textos (reedición. Ayuí / Tacuabé A/E164CD)